# Иккерт, Готлиб Фридрихович
Готлиб Фридрихович Иккерт (1920—1998) — священнослужитель, основатель Евангелическо-лютеранской общины в Новосибирске.

## Биография
Родился в 1920 году. С 1960 по 1993 год был священнослужителем. За этот период вложил много труда в развитие первой лютеранской общины в Новосибирске.
Благодаря ему на улице Кавказской, 38 был создан первый в городе молитвенный дом новосибирской общины. Носил титул пробста лютеранских церквей в Западной Сибири.
Активно участвовал в миротворческой деятельности и экуменическом движении.